# Zbigniew Mandziejewicz
Zbigniew Mandziejewicz (ur. 5 kwietnia 1962 w Lwówku Śląskim) – polski piłkarz występujący na pozycji obrońcy. Najwięcej sezonów zagrał w barwach Śląska Wrocław, ale to z warszawską Legią wystąpił w Lidze Mistrzów. Jako trener prowadził m.in.: Gawin Królewska Wola, Chrobrego Głogów i Lechię Zielona Góra.